# Isabella Christine McLennan
Isabella Christine McLennan est née en 1870 et morte en 1960, est plus connue pour le don à sa mort d'environ un million de dollars à l'Université McGill pour construire le Pavillon McLennan de la Bibliothèque et son projet philanthropique de bibliothèques itinérantes McLennan.

## Biographie
Elle est le 13e enfant de Hugh McLennan et Isabella Stewart. Elle est leur 4e fille.   
En 1911, elle aide à établir le fonds Hugh McLennan pour les Bibliothèques itinérantes McLennan. Ces bibliothèques itinérantes McLennan furent fondées en 1899 par le père d'Isabella, un projet qu'elle continue pendant plus d'une cinquantaine d'années. En 1950, Isabella offre un don aux Bibliothèque itinérantes McLennan pour qu'elles puissent se procurer un premier bibliobus et de nouveau en 1956 pour un deuxième bibliobus.    
Ses bibliothèques itinérantes voyageaient à travers le Canada et offraient des livres aux personnes qui n'avaient pas accès à une bibliothèque. Isabella soutenait directement les activités des bibliothèques itinérantes, notamment en assumant la totalité du salaire de sa première directrice, Mlle Elizabeth G. Hall.   

## Pavillon McLennan de la Bibliothèque
À la suite d'un don qui totalisé au dessus de 3 millions de dollars en partenariat avec un financement du Gouvernement du Québec et d'autres dons privées, le Pavillon McLennan de la Bibliothèque s'ouvre officiellement à 15 h le vendredi 6 juin 1969.  
Le testament voulait que le don d'Isabelle soit utilisé pour l'achat des livres, mais en raison des contraintes d'espace dans la bibliothèque actuelle de l'Université McGill, c'était décidé d'utiliser les fonds reçus d'Isabelle pour construire une nouvelle bibliothèque.  